# 1944 en combiné nordique
| Années du combiné nordique : 1941 - 1942 - 1943 - 1944 - 1945 - 1946 - 1947    |
| Décennies du combiné nordique : 1910 - 1920 - 1930 - 1940 - 1950 - 1960 - 1970 |

Cette page reprend les résultats de combiné nordique de l'année 1944.

## Festival de ski d'Holmenkollen
L'édition 1944 du festival de ski d'Holmenkollen fut annulée.

## Jeux du ski de Lahti
L'épreuve de combiné des Jeux du ski de Lahti 1944 fut remportée par un coureur finlandais, Olavi Sihvonen, déjà vainqueur l'année précédente. Il devance ses compatriotes Aarne Valkama et Aulis Tolsa.

## Championnats nationaux

### Championnat d'Allemagne
Le championnat d'Allemagne de combiné nordique 1944 n'a pas été organisé.

### Championnat des États-Unis
Le championnat des États-Unis 1944 n'a pas été organisé.

### Championnat de Finlande
Les résultats du championnat de Finlande 1944 manquent.

### Championnat d'Islande
Le champion d'Islande 1944 est Jón Þorsteinsson.

### Championnat d'Italie
Le championnat d'Italie 1944 fut annulé.

### Championnat de Norvège
Un championnat de Norvège officieux fut organisé en 1944 à Sollefteå, en Suède, sur le Hallstabacken. La course fut remportée par Magne Braathen devant Sverre Brenden et Arvid Fossum.

### Championnat de Pologne
Le championnat de Pologne 1944 fut annulé.

### Championnat de Suède
Le champion de Suède 1944 est Sven Israelsson
, du club Dala-Järna IK. Le club champion est le IFK Kiruna.

### Championnat de Suisse
Le Championnat de Suisse 1944 a eu lieu à Gstaad.
Comme les deux années précédentes, il fut remporté par Otto von Allmen, de Wengen. Il devançait Niklaus Stump et Jakob Steiner.